# Résolution 224 du Conseil de sécurité des Nations unies
Membres permanents
- Chine (Taïwan)
- États-Unis
- France
- Royaume-Uni
- URSS

Membres non permanents
- Argentine
- Bulgarie
- Jordanie
- Japon
- Mali
- Pays-Bas
- Nigeria
- Nouvelle-Zélande
- Ouganda
- Uruguay

Résolution no 223 Résolution no 225
La Résolution 224 est une résolution du Conseil de sécurité des Nations unies adoptée le 14 octobre 1966, dans sa 1306e séance, concernant le Botswana et qui recommande à l'Assemblée générale des Nations unies d'admettre ce pays comme nouveau membre.

## Vote
La résolution a été approuvée à l'unanimité.

## Contexte historique
En juin 1964, la Grande-Bretagne accepte les propositions de création d'un gouvernement autonome élu démocratiquement au Botswana. En 1965, le siège du gouvernement est transféré depuis Mafikeng en Afrique du Sud, vers Gaborone nouvellement créée. La constitution de 1965 mène aux premières élections générales et à l'indépendance, le 30 septembre 1966. (issu de l'article Botswana).
À la suite de cette résolution ce pays est admis à l'ONU le 17 octobre 1966 ,.

## Texte
- Résolution 224 Sur fr.wikisource.org
- Résolution 224 Sur en.wikisource.org